# Selay Ghaffar
Selay Ghaffar (Pashto سیلی غفار) nació el 5 de octubre de 1983 (13 mezan 1362) en la provincia de Farah, en el oeste de Afganistán. Es hija de un partisano e intelectual de pensamiento izquierdista. Cuando tenía 3 meses su familia escapó de Afganistán para vivir exiliada en los vecinos Irán y Pakistán. Puesto que pertenece a una familia de intelectuales, creció con una alta motivación para luchar por los derechos de la gente necesitada. Con 13 años empezó su trayectoria como activista social para ayudar a la infancia y a las mujeres de Afganistán en campos de refugiados en Pakistán.

"Vi criaturas descalzas sin nada que llevarse a la boca y también 
mujeres sometidas cotidianamente a la violencia doméstica y sexual. Y 
aunque solo tenía 13 años, fue entonces cuando realmente empezó mi 
“carrera” en el campo humanitario."

Selay Ghaffar, 11 de agosto de 2011

Siendo una activista política y en favor de los derechos de las mujeres, Selay Ghaffar trabajó para numerosas organizaciones nacionales e internacionales de derechos humanos. Fue la directora de la Assistencia Humanitaria para las Mujeres y la Infancia de Afganistán (HAWCA) que fue fundada en 1999 en Pakistán. Durante el periodo de los talibanes formó parte del grupo de alfabetización para mujeres y niñas en provincias como Nangarhar, Lagmán, Farah y Herat. Durante su activismo en HAWCA condiguió ofrecer educación y atención sanitaria a numerosas mujeres, niños y niñas en muchas provincias, asesorar legalmente y proteger a víctimas de la violencia contra las mujeres, aportar herramientas de liderazgo a las jóvenes y trabajar en diferentes niveles por los derechos humanos.
Siempre ha criticado al gobierno y a todos los señores de la guerra, señalando las causas profundas de las violaciones de derechos contra el pueblo afgano. Es muy popular como activista y fruto de ello es su participación activa en la mayoría de conferencias nacionales e internacionales y eventos sobre Afganistán, como Bonn II, la Conferencia de Londres y otros foros en los que ha denunciado la situación of Afghanistán durante sus intervenciones. Toda esta experiencia la empujó a implicarse activamente en política como opositora.
Es muy conocida como portavoz del Partido de la Solidaridad de Afganistán, a causa de su oposición pública contra las fuerzas de ocupación de EE. UU. y la OTAN, así como contra los señores de la guerra. En los debates televisivos en los que participa, denuncia las políticas de los ocupantes y sus subalternos locales, destapa los crímenes que están perpetrando el gobierno y los señores de la guerra contra el pueblo afgano, defiende los derechos de las mujeres y el pueblo desvalido y llama a la gente a la unidad y a la solidaridad. En la mayoría de sus debates televisivos aporta hechos y datos sobre crímenes cometidos por las facciones yihadistas que forman parte del gobierno.